# Cantone di Mugron
Il Cantone di Mugron era una divisione amministrativa dell'arrondissement di Dax.
È stato soppresso a seguito della riforma complessiva dei cantoni del 2014, che è entrata in vigore con le elezioni dipartimentali del 2015.
Comprendeva i comuni di:
- Baigts
- Bergouey
- Caupenne
- Doazit
- Hauriet
- Lahosse
- Larbey
- Laurède
- Maylis
- Mugron
- Nerbis
- Saint-Aubin
- Toulouzette